# 国井咲也
国井咲也（くにい さくや、本名同じ、旧名：国井政勝 、1971年1月19日 - ）は、日本のテレビアニメや少女漫画をネタとするお笑い芸人、兵器研究家。トークユニット「アニメ会」を主宰。

## 来歴・人物
- 当時は太田プロダクションに所属していた[1]。
- 浅草キッドが主宰する浅草お兄さん会に参加していた[2]。参加当時、マキタスポーツと岩月秀樹とでスリーサイズという期間限定のユニットを組んでいた。
- 浅草お兄さん会に参加していた三平×2と意気投合し、新宿ロフトプラスワンにてトンパチ・プロが主催するトークライブでコンビの旗揚げ公演を催した[3]。これが、1999年アニメ会の結成[4]に至る。
- 当初は国井政勝を名乗っていたが[1]、快感フレーズの大河内咲也にあこがれ[5]、家庭裁判所での審査を経て本名を改名し[4][6]、芸名も変えたとされる。

## 代表作

### ライブ
- 2007年3月20日 - アイピット目白 「帰ってきた新任教師」

## 出演

### インターネットラジオ
現在
- 2008年2月25日〜 - 「アニメ会の『ヲタめし!』」

過去
- 2005年11月18日〜2007年9月2日 - 「二次元へいきまっしょい」

### DVD
- かみちゅ! 第12話「ふしぎなぼうけん」 - オーディオコメンタリー
- 珍遊記 -太郎とゆかいな仲間たち-（諸葛孔明 役 - 声優）